# Bissen bei Beeck
Bissen bei Beeck ist ein Ortsteil der Mittelstadt Wegberg im Kreis Heinsberg im deutschen Bundesland Nordrhein-Westfalen.

## Geografie

### Lage

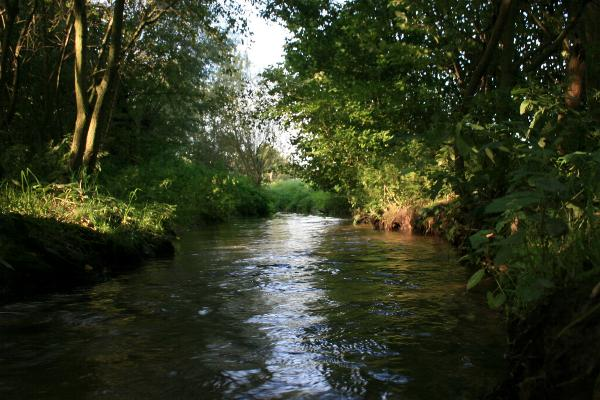
Beeckbach in Bissen

Bissen bei Beeck liegt südöstlich von Wegberg. Der Beeckbach fließt von Erkelenz kommend nördlich an der Ortslage Bissen entlang. 1999 wurde der Beeckbach zum Hochwasserschutz renaturiert.

### Nachbarorte
| Beeck     | Moorshoven                                  | Kipshoven   |
| Uevekoven | Kompassrose, die auf Nachbargemeinden zeigt | Mehlbusch   |
| Holtum    | Felderhof                                   | Schönhausen |

## Infrastruktur
Mehrere Kleingewerbebetriebe haben in Bissen ihren Sitz.
WestVerkehr bedient den Ort mit der AVV-Buslinie 411. Diese ist vor allem auf die Schülerbeförderung von und nach Wegberg ausgerichtet. Abends und am Wochenende kann der MultiBus angefordert werden.
| Linie | Verlauf |
| ----- | --- |
| 411   | morgens: Kehrbusch → Isengraben → Flassenberg → Rath-Anhoven Schule → Schönhausen → Felderhof → Bissen bei Beeck → Moorshoven → Holtum → Uevekoven → Wegberg → Beeck Grundschule morgens: Bissen → Busch → Holtmühle → Kipshoven → Gripekoven – Ellinghoven → Beeck Grundschule → Wegberg mittags/nachmittags: Wegberg → Beeck Grundschule → Holtum → Uevekoven → (Bissen →) Busch → Holtmühle → Kipshoven → Gripekoven → Ellinghoven → Moorshoven → Bissen bei Beeck → Felderhof → Schönhausen → Rath-Anhoven Schule → Isengraben → Flassenberg → Kehrbusch |

## Sehenswürdigkeiten

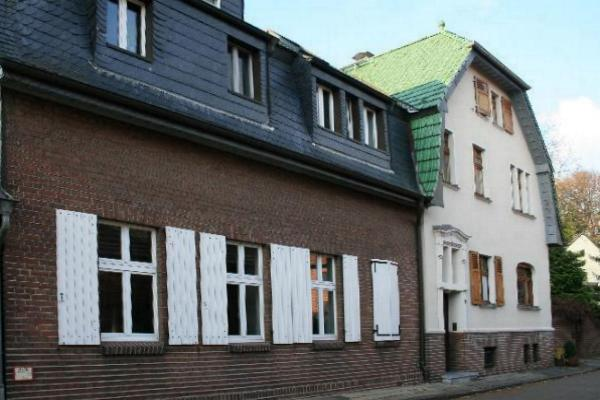
Wohnhaus in Bissen

- Kapelle in Schönhausen erbaut im Jahre 1972. Sie ist den heiligen Antonius geweiht als Nachfolgebau der Kapelle von 1854.
- Wohnhaus, In Beecker Bissen, als Denkmal Nr. 162

## Vereine
- Kapellengemeinschaft Bissen-Felderhof-Schönhausen.
- St.-Martin-Gesellschaft, gegründet 1913. Sie organisiert den traditionellen Martinszug für die Orte Bissen, Felderhof, Moorshoven und Schönhausen.
- Freiwillige Feuerwehr Wegberg, Löschgruppe Moorshoven, zuständig für die Ortschaft Bissen bei Beeck.